# Громадський друг
Громадський друг — загальноукраїнський прогресивний літературний і політичний журнал, заснований з ініціативи Михайла Драгоманова, як продовжувач традицій журналу «Друг» і женевських збірників «Громада». У журналі та його неперіодичних продовженнях опубліковано твори Івана Франка (повість «Boa constrictor», оповідання «Моя стріча з Оксаною», «Патріотичні пориви», поезії «Товаришам із тюрми», «Каменяри», «Невольники», «Дума про Наума Безумовича»; літературно-критичні та публіцистичні статті «Критичні письма о галицькій інтелігенції», «Література, її завдання і найважливіші ціхи» та ін.), Михайла Павлика (повість «Робенщукова Тетяна», оповідання «Пропащий чоловік», «Юрко Куликів»), Остапа Терлецького (стаття-рецензія «Лихва на Буковині»), Михайла Старицького (поезії «До молодежі, до Шевченка»), а також статті Михайла Драгоманова, Олени Пчілки, Болеслава Лімановського та інших, переклади з романів Еміля Золя.

## Історія
Виходив у Львові 1878 р. за редакцією Михайла Павлика та активної участі Івана Франка. Вийшло лише два номери журналу, які відразу були конфісковані поліцією за антиурядову політичну спрямованість та «соціалістичну пропаганду». Щоб обійти цензуру, видавці вирішили продовжити видання у вигляді двомісячних збірників і того ж року випустили дві «галицько-українські збірки» під назвою «Дзвін» та «Молот», які теж були конфісковані, а титульного редактора Михайла Павлика ув'язнено.

## Зібрані твори
У журналі та його неперіодичних продовженнях опубліковано твори І. Франка (повість Boa constrictor», оповідання «Моя стріча з Оксаною», «Патріотичні пориви», поезії «Товаришам із тюрми», «Каменяри», «Невольники», «Дума про Наума Безумовича»,літературно-критичні та публіцистичні статті  «Критичні письма о галицькій інтелігенції», «Література, її завдання і найважливіші ціхи» та ін.), М. Павлика (повість «Робенщукова Тетяна», оповідання  «Пропащий чоловік»,  «Юрко Куликів»), О. Терлецького (стаття-рецензія «Лихва на Буковині»), М. Старицького (поезії «До молодежі»,  до Шевченка»), а також статті М. Драгоманова, Олени Пчілки, Б. Лімановського та інших, переклади з романів Е. Золя.